# شطوط دمياط
شطوط دمياط: كان يطلق هذا الاسم على ناحية ذات زمام من سنة 1326 هجرية وكانت هذه الناحية المالية تتكون من تسع نواح إدارية  قسمت في سنة 1872 : شط الخياطة، شط الشعرا، شط الشيخ درغام، شط جريبة، شط عزبة اللحم، شط غيط النصارى، شط محب والسيالة، شطا، عزبة البرج. كان يجمعها كلها وحدة مالية واحدة في الأطيان والضرائب والتحصيل والتصرفات العقارية المختلفة. وفي 3 فبراير سنة 1936 ميلادية صدر القرار رقم 7 من وزارة المالية بتقسيم شطوط دمياط لتسع نواح مالية منفصلة إداريا وعقاريا وماليا و لم يعد يستخدم اسم شطوط دمياط بعدها في جداول وزارة المالية أو خرائط المساحة. وكانت تسمى شطوط دمياط لأنها واقعة على الشاطئ الشرقي لفرع النيل الشرقي في ضواحي دمياط.

## هوامش
1. ↑  في جغرافية مصر لمحمد أمين فكري ص 52 تحت ذكر مركز فارسكور: "ومن هذا المركز شطوط دمياط فمنها شط محب والسيالة عند دمياط من جهة الجنوب وشهرة أهل هذه الجهة بنسج الفوط والمحارم وملاءة الفرش وتكسبهم من ذلك ومن الزراعة"